# Omosita discoidea
Omosita discoidea – gatunek chrząszcza z rodziny łyszczynkowatych i podrodziny Nitidulinae.

## Taksonomia
Gatunek ten opisany został po raz pierwszy w 1775 roku przez Johana Christiana Fabriciusa pod nazwą Nitidula discoidea.

## Morfologia
Chrząszcz o owalnym w zarysie ciele długości od 2 do 3,6 mm i szerokości od 1,1 do 1,9 mm, w całości porośniętym delikatnym, przylegającym owłosieniem.
Głowa jest smoliście brunatna, o wyraźnie zaznaczonych rowkach do chowania czułków. Ciemnobrązowe lub rdzawe, dłuższe od szerokości głowy czułki mają beczułkowato rozdęty pierwszy człon oraz zajmującą ponad ćwierć ich długości, prawie owalną, nieznacznie dłuższą niż szerszą buławkę o członie ostatnim węższym niż przedostatni. Na spodzie głowy brak jest poprzecznej bruzdy za bródką.
Przedplecze jest około 1,8 raza szersze niż dłuższe i ma brunatną lub czarniawą, wyniesioną część środkową nieoddzieloną bruzdami od rozpłaszczonych, rdzawo prześwitujących części bocznych; rozpłaszczone boki przedplecza są bardzo szerokie, szersze niż u O. colon. Pokrywy są tak długie jak razem szerokie i mają kolor brunatny z żółtawymi do żółtordzawych plamami, w tym dużą, rozległą, wspólną plamą w przedniej ich połowie. Rządek przyszwowy sięga od tylnego brzegu pokryw do ich przedniej połowy, ale nie zbliża się do tarczki. Wierzchołki pokryw są osobno lekko zaokrąglone. Na śródpiersiu podłużny kil dostrzegalny jest tylko przy przedniej krawędzi jako podłużna zmarszczka wśród punktowania. Ubarwienie odnóży jest rdzawe.
Odwłok zwykle ma pygidium częściowo nienakryte pokrywami. U samicy występuje przeciętnej długości, słabo zesklerotyzowane pokładełko. Samiec ma edeagus z kciukowatym tegmenem o szczycie w widoku brzusznym zaokrąglonym; płat środkowy edeagusa (prącie) cechuje się rurowatym trzonem z nieco wystającymi na boki kątami przednimi.

## Ekologia i występowanie
Owad saprofagiczny, znajdowany na suchej padlinie, szczątkach zwierzęcych, wśród rozkładającej się materii roślinnej i w wyciekających ze zranionych drzew sokach. 
Gatunek pierwotnie palearktyczny. W Europie znany jest z Portugalii, Hiszpanii, Irlandii, Wielkiej Brytanii, Francji, Belgii, Luksemburga, Holandii, Niemiec, Szwajcarii, Austrii, Liechtensteinu, Włoch, Danii, Szwecji, Norwegii, Finlandii, Estonii, Łotwy, Polski, Czech, Słowacji, Węgier, Białorusi, Ukrainy, Mołdawii, Rumunii, Bułgarii, Słowenii, Chorwacji, Bośni i Hercegowiny, Czarnogóry, Serbii, Albanii, Macedonii Północnej, Grecji oraz europejskich części Rosji i Turcji. Poza tym podawany jest m.in. z Makaronezji, Cypru, syberyjskiej i dalekowschodniej części Rosji, anatolijskiej części Turcji, Kazachstanu, Iranu, Indii, Chin, Korei i Japonii. Zawleczony został do nearktycznej Ameryki Północnej, krainy neotropikalnej oraz Południowej Afryki.